# Lorraine Thorpe
Lorraine Thorpe (nascuda el 1994) és una dona britànica condemnada com la doble assassina femenina més jove del Regne Unit. Durant 9 dies l'agost de 2009, va torturar i assassinar dues persones a Ipswich, una de les quals el seu pare. Va cridar l'atenció nacional després de la seva condemna el 2010, quan es va assenyalar que només tenia 15 anys en el moment dels assassinats. Va ser condemnada a cadena perpètua amb una pena mínima de 14 anys de presó, mentre que el seu còmplice en els assassinats va rebre una pena mínima de 27 anys. Continua empresonada a la presó HM Foston Hall, però és elegible per a la llibertat condicional a partir de l'estiu de 2023.

## Rerefons
Thorpe es va criar a Ipswich, Suffolk. Va créixer en situació de pobresa, vivint amb el seu pare en uns quants pisos "squallids" i de vegades en tendes de campanya. Es va relacionar amb un grup d'⁣alcohòlics de mitjana edat que sovint es dedicaven a la violència i es barallaven regularment entre ells. Els membres del grup també eren lladres i robaven repetidament per poder pagar l'alcohol. Thorpe va cridar l'atenció dels serveis socials, però no van poder fer-ne un seguiment i cada vegada que la col·locaven en una escola especialment assignada tornava amb el seu pare. El seu fràgil pare també era alcohòlic i Thorpe tenia la responsabilitat de cuidar-lo des de molt jove. Es deia que la seva educació l'havia deixat com una jove violenta que també era altament manipuladora.

## Assassinats

### Rosalyn Hunt
Thorpe i el seu abusador de 41 anys Paul Clarke, a qui havia conegut bevent, van assassinar un membre del seu cercle social de bevedors l'agost de 2009. Després d'una baralla amb un gos, la parella va atraure Rosalyn Hunt, de 41 anys, al seu pis d'Ipswich i la van torturar. La dona va rebre cops de peu, cops de puny i va ser estampada per Thorpe, i la parella també va utilitzar ratlladors de formatge, cadenes de gossos i sal per torturar-la. Després de dies de tortures, la dona encara estava viva i finalment va ser apallissada fins a la mort.
El 9 d'agost de 2009, un membre de la ciutadania va trucar a la policia per manifestar la seva preocupació sobre la seguretat de Hunt, i els agents la van trobar morta quan van entrar a la seva propietat al carrer Victoria.

### El seu pare
Dies després de l'assassinat de Hunt, la parella va decidir assassinar el mateix pare de Lorraine, Desmond Thorpe, de 43 anys, per tal de fer callar-lo i que ni els impliqués en el primer assassinat delatant-los a la policia. Lorraine va ofegar el seu pare discapacitat amb un coixí abans de donar-li una puntada de peu mentre estava estirat a terra. Més tard, va admetre a la policia que trobarien "les seves empremtes al seu cap".
El cos de Desmond va ser trobat per la policia el matí del 10 d'agost, després que se'ls va dir que un home havia mort a Limerick Close. El cos va ser trobat només unes hores després del descobriment de Hunt, i la policia va anunciar immediatament que sospitava que els assassinats estaven relacionats i va arrestar tant a Clarke com a Lorraine. El 25 d'agost es van presentar al jutjat acusats dels assassinats.

## Judici
Clarke i Thorpe van ser condemnats pels assassinats als jutjats de Ipswich Crown Court el 3 d'agost de 2010. Tots dos havien negat els càrrecs, però no van donar cap prova durant el judici. L'advocat de la fiscalia, Ros Jones, va dir: "Rosalyn Hunt es va convertir en presonera a casa seva i va morir a causa de múltiples ferides a causa dels continus atacs que va patir a les seves mans. Desmond Thorpe, que va ser assassinat dies després, havia estat ofegat per raons que només Clarke i Thorpe coneixien". Com a part de les proves contra ells, els jurats van escoltar proves d'un jove amic de Thorpe que va dir que ella li havia confessat que era una assassina. Un company reclús també va declarar que Thorpe els havia parlat de l'assassinat del seu pare en l'aniversari del seu assassinat. Clarke va ser condemnada a cadena perpètua amb un termini mínim de 27 anys, mentre que la sentència de Thorpe es va retardar fins al setembre a l'⁣Old Bailey, on va ser degudament condemnada a cadena perpètua amb un termini mínim de 14 anys. El jutge jutge Sweeney va dir que Thorpe havia portat a terme en part els atacs, ja que havia volgut "impressionar" a Clarke. En els seus comentaris sobre la sentència, Sweeney va dir:

### Reacció
En ser condemnada, Thorpe es va convertir oficialment en la doble assassina femenina més jove de Gran Bretanya, amb només 15 anys en el moment dels atacs, fet que va ser àmpliament informat als mitjans tant a Gran Bretanya i a l'estranger. El seu cas es va comparar amb el de Sharon Carr, l'assassí més jove de Gran Bretanya que va matar amb només 12 anys el 1992, i Mary Bell, que tenia 11 anys quan va matar dos nois a Newcastle el 1968 (encara que era més jove que Thorpe, Bell va ser condemnada per homicidi involuntari) no assassinat. És a dir, Thorpe és la doble assassina femenina més jove del Regne Unit). The Evening Standard va informar que Thorpe s'havia unit a "un petit grup de les assassines de dones més malvades de Gran Bretanya", incloses Myra Hindley i Rose West.

## Esdeveniments posteriors
Thorpe i Clarke van rebutjar apel·lacions contra les seves condemnes per l'assassinat de Desmond Thorpe l'abril de 2011, i els jutges del Tribunal d'Apel·lacions van dir que no dubtaven que les condemnes eren segures. La parella no va contradir les seves condemnes per l'assassinat de Rosalyn Hunt.
El setembre de 2014, Paul Clarke va ser trobat mort a la presó a la presó HM de Whitemoor. Es creu que la seva mort va ser un suïcidi.
A partir de setembre de 2019, Thorpe va ser empresonat a la presó HM Foston Hall. El març de 2023, es va informar que Thorpe tindria la seva primera audiència de llibertat condicional sobre si seria alliberada l'estiu de 2023.
El cas de Thorpe es continua fent referència a les discussions sobre les assassines més joves del Regne Unit.

## En la cultura popular
S'han publicat diversos documentals que han cobert el cas de Thorpe:
- El 16 de desembre de 2011, es va emetre un episodi de la temporada 5 de Deadly Women que cobria el cas de Thorpe, titulat "Baby-Faced Killers".
- El 8 de setembre de 2014, Channel 5 va emetre un documental sobre Thorpe com a part de la seva sèrie Countdown to Murder. L'episodi de la sèrie 2 es va titular "Killer Schoolgirl" i va incloure entrevistes amb el germà de Rosalyn Hunt, així com amb agents de l'equip d'investigació.[20]
- El 26 de març de 2017, un episodi de la sèrie de realitat CBS Teens Who Kill va documentar els crims de Thorpe.[21]
- El 24 de maig de 2019, es va emetre un episodi de Britain's Deadliest Kids centrat en Thorpe.[22]
- El 7 d'octubre de 2019, un episodi de la sèrie 2 del programa Crime+ Investigation Murdertown va documentar els crims de Thorpe. Va ser el quart episodi de la sèrie 2.[23]